# РТВ Среће
РТВ Срећа је телевизијска станица из Сомбора.

## Програм
Програм се емитује на 63. каналу кабловске мреже СББ у Сомбору, 23. каналу мреже „Бивалент“, 527. каналу „Телеком ИПТВ“ мреже на подручју сомборске општине и на 47. каналу Медија Нет из Апатина. РТВ „Срећа“ је приватна, независна телевизијска станица. Идеја о оснивању проистекла је из жеље и потребе да се на подручју које покрива сигнал афирмише живот свих грађана. Програмска шема телевизије прилагођена је важећим стандардима у областима информативно-сервисног, едукативног, забавног и комерцијално-маркетиншког програма. Програм се емитује свакодневно и има 24 часа програма.
У пословној сарадњи је са телевизијским станицама и продукцијама широм Србије, и то из Београда, Новог Сада, Зрењанина, Краљева, Крагујевца као и Бање Луке. Емитује актуелне емисије широког спектра. Медијски сарадници су „Алтамед“ из Београда, продукција „Билдинг“ из Новог Сада , „КТВ“ из Зрењанин а, „Рубин“ из Кикинде, „К9“ из Крагујевца , ТВ Зајечар а, ТВ „Коперникус“, НТВ Бањалука, ПГП-РТС, „Реноме“ из Бијељине, „Медија-М“ из Краљева и многи других.